# Rob van Essen
Rob van Essen (16 settembre 1956) è un ex cestista olandese.

## Carriera
Con i Paesi Bassi ha disputato due edizioni dei Campionati europei (1983, 1985).